# Hygrobiidae
Los higróbidos o higrobíidos (Hygrobiidae) son una pequeña familia del suborden Adephaga, cuyas larvas y adultos viven principalmente en aguas estancadas y tienen el hábito de caminar sobre ellas. Tanto los adultos como las larvas son predadoras. Miden entre 8,5 y 10 mm, carecen de protórax, o es mucho menor que la combinación de los élitros de ambas alas. Son ovalados o alargados, dorsalmente son convexos, y no poseen escamas.
Contiene un único género, Hygrobia y cinco especies, de las cuales una es europea, presente en la península ibérica e Inglaterra, entre otros, y del norte de África, una se encuentra en China, y tres en Australia. Balfour-Browne (1922) da un exhaustivo testimonio de la vida de Hygrobia hermanni. Franciscolo (1979) y Holmen (1987) describen la morfología y generalizan la biología de la especie.

## Taxonomía
- Hygrobia hermanni Fabricius, 1775
- Hygrobia hydrachna Fabricius 1801:255, preocc., nec Muller 1776 (Acarina)
- Hygrobia hygrobia Latreille 1804:139, emend. of Hygriobia, International Commission of Zoological Nomenclature 1954
- Hygrobia paelobius Schonherr 1808:27
- Hygrobia pelobius Erichson 1832:45, unjustif. emend. of Paelobius (Schonherr 1808)